# Pantheon (Tiflis)

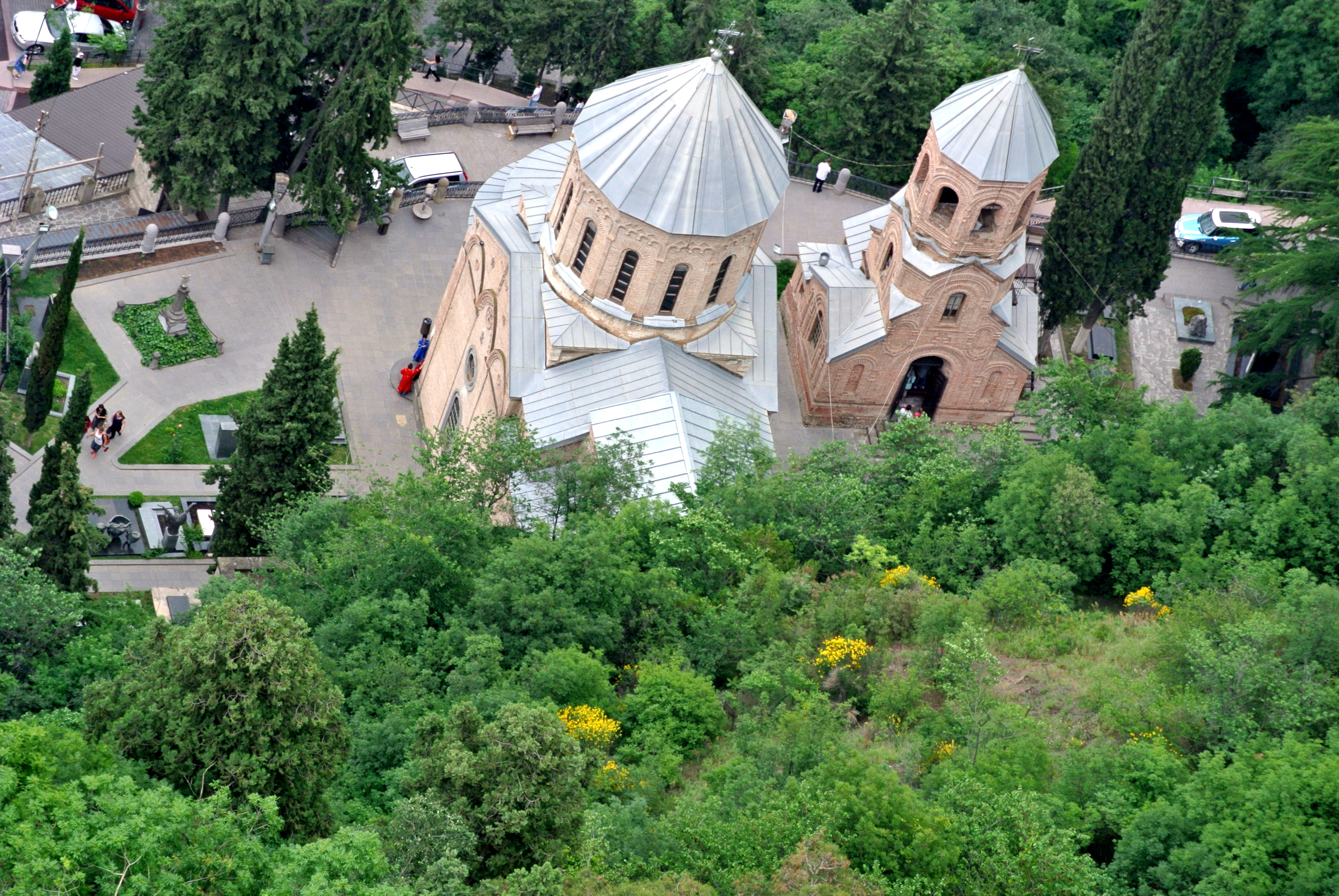
Blick vom Fernsehturm Tiflis auf die St.-Davids-Kirche mit dem Pantheon

Das Pantheon in Tiflis (georgisch მთაწმინდის პანთეონი, Mtazminda-Pantheon) ist ein Friedhof am Berg Mtazminda. Er ist eine offizielle Begräbnisstätte bekannter Dichter und Staatsmänner Georgiens.

## Geschichte

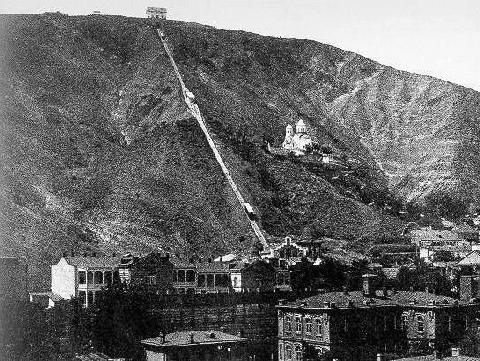
Der Abhang des Berges Mtazminda (1905):
in der Mitte die Standseilbahn, rechts davon die Kirche mit dem Pantheon

Der Friedhof liegt an einem steilen Abhang nahe der St.-Davids-Kirche (georgisch Mama Davidi). Die Kuppelkirche wurde zwischen 1855 und 1859 an der Stelle einer alten Kapelle errichtet, die der als christlicher Missionar Georgiens verehrte Heilige David im 6. Jahrhundert errichtet haben soll. Unterhalb der Kirche liegt eine Grotte, in der der russische Diplomat und Dichter Alexander Gribojedow 1832 bestattet wurde. Seine georgische Frau ließ auf der Grabstelle die Bronzestatue einer weinenden Frau errichten. Die vom italienischen Bildhauer Campioni gestaltete Grotte wurde zu einem Wallfahrtsort russischer Schriftsteller.
Die Begräbnisse der Dichter Ilia Tschawtschawadse 1907 und Akaki Zereteli 1915 begründeten die Tradition, bedeutende Persönlichkeiten Georgiens am Berg Mtazminda zur letzten Ruhe zu betten. Beide waren Leitfiguren der georgischen Nationalbewegung. Der Friedhof ist seither ein nationales Kultursymbol und wird von der Stadt Tiflis verwaltet. Der Lyriker Galaktion Tabidse besang ihn im Gedicht Der Mond von Mtazminda.
1929 wurden die Kirche und der Friedhof zum 100. Todestag Gribojedows zum Pantheon umgestaltet. Der Staat bestimmt seither, wer für ein Begräbnis geeignet ist. Neben Dichtern und Denkern wurden bald auch Angehörige der georgischen Nomenklatura als Helden der Revolution bestattet. Nach 1990 wurden verschiedene Parteifunktionäre als „falsche Helden“ exhumiert und aus dem Pantheon entfernt. Dissidenten und Opfer der Sowjetära wurden rehabilitiert und an ihrer Stelle auf dem Pantheon begraben.
Der Friedhof ist mit einer Standseilbahn von der Tschonkadse Kutscha (dt. Tschonkadsestraße) erreichbar.

## Grabstellen
- Waso Abaschidse, Schauspieler

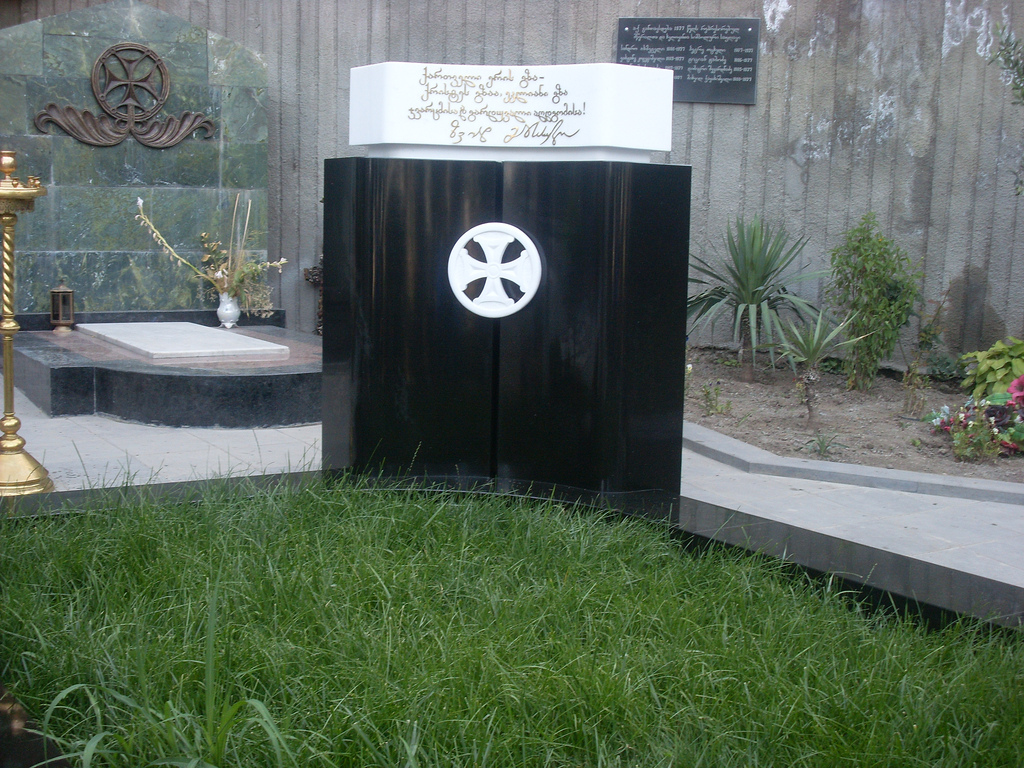
Grab des ersten Präsidenten Georgiens, Swiad Gamsachurdia

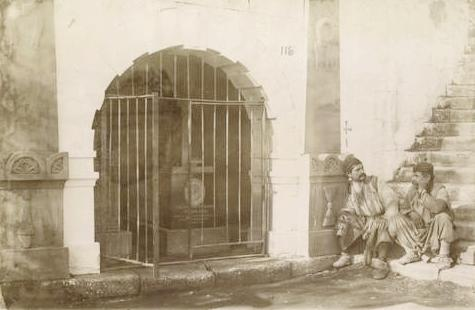
Grab des russischen Dichters und Diplomaten Alexander Gribojedow

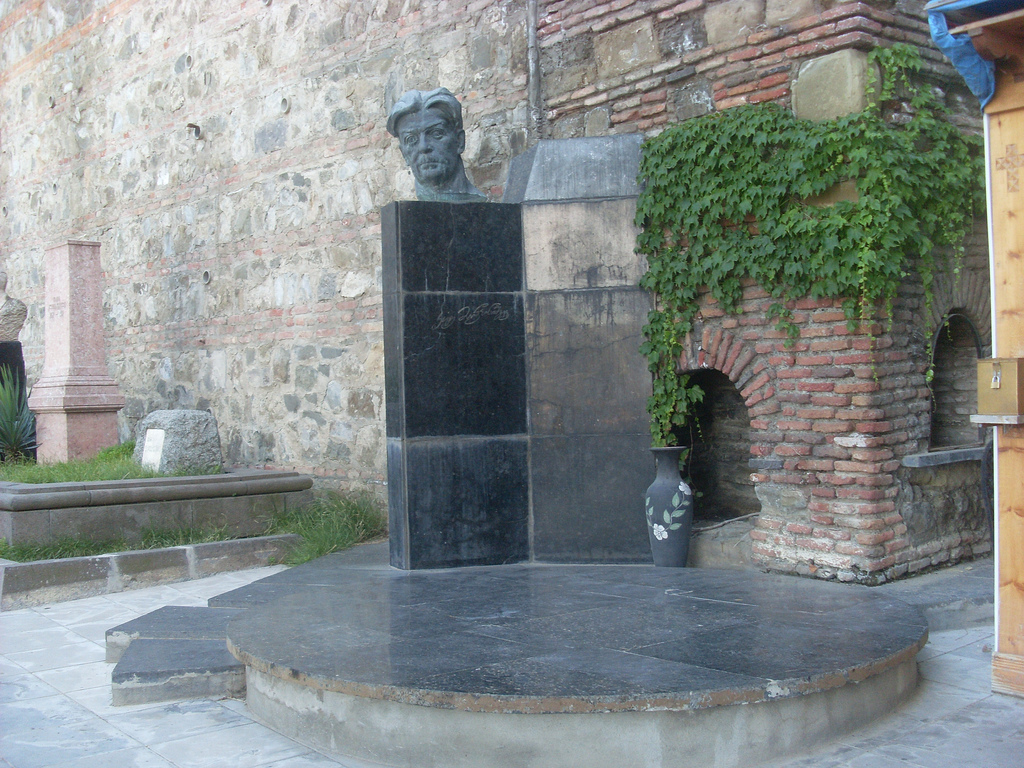
Grab von Konstantin Mardschanischwili

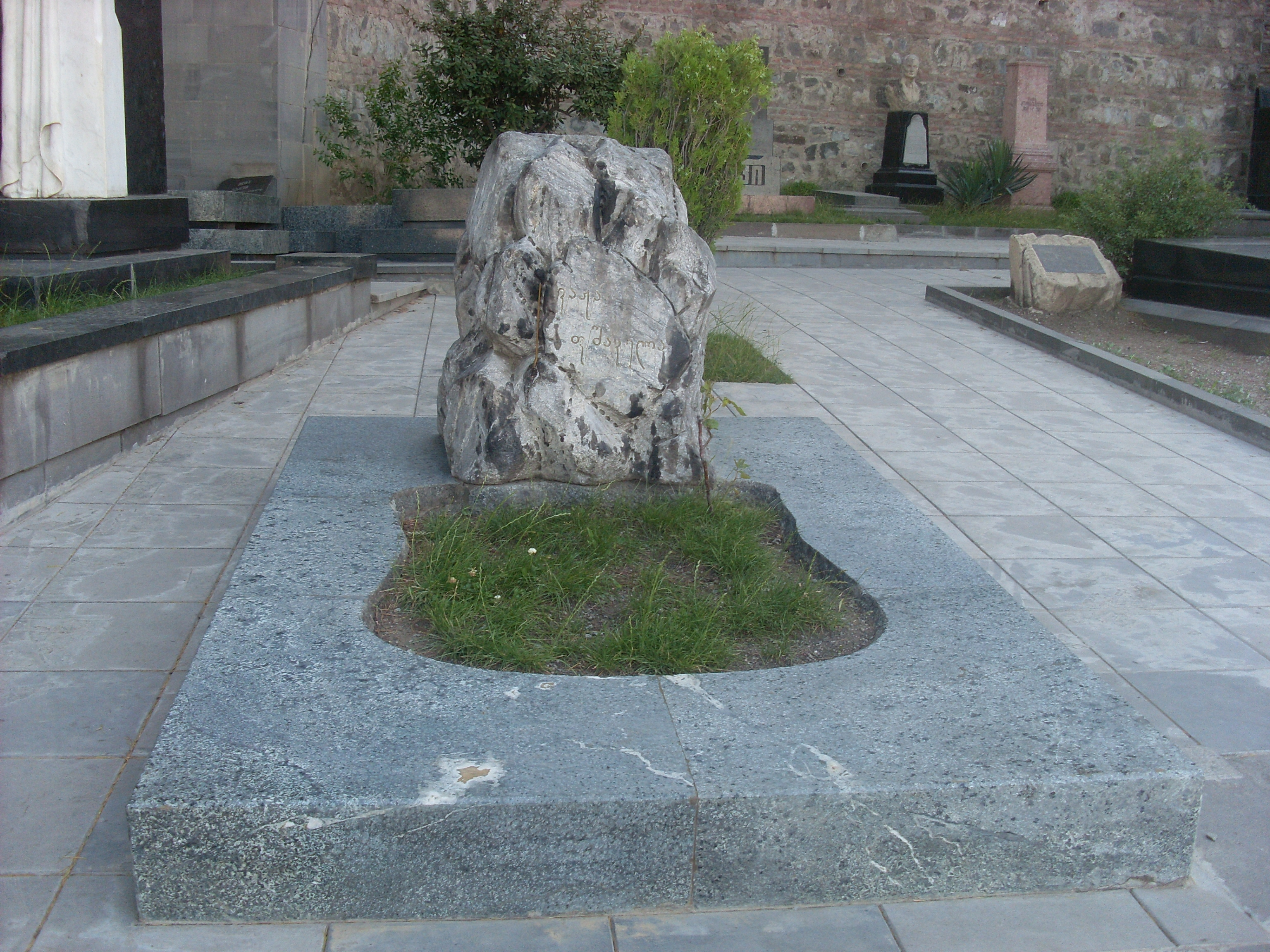
Grab des Schriftstellers Wascha-Pschawela

- Weriko Andschaparidse, Schauspielerin
- Nikolos Barataschwili, Dichter
- Wasil Barnowi, Schriftsteller
- Simon Dschanaschia, Historiker
- Ketewan Geladse, Mutter Stalins
- David Eristawi, Bühnenautor
- Swiad Gamsachurdia, erster Präsident Georgiens
- Alexander Gribojedow, russischer Dichter und Diplomat
- Iakob Gogebaschwili, Schriftsteller
- Lado Gudiaschwili, Maler
- Olga Guramischwili-Nikoladse, Biologin und Pädagogin
- Merab Kostawa, Dissident
- Giorgi Leonidse, Dichter
- Konstantin Mardschanischwili, Theaterregisseur
- Nikolos Muschelischwili, Mathematiker
- Iakob Nikoladse, Bildhauer
- Wascha-Pschawela, Naturphilosoph
- Dimitri Qipiani, Beamter
- Sergo Sakariadse, Schauspieler
- Galaktion Tabidse, Dichter
- Ekwtime Taqaischwili, Historiker und Politiker
- Wachtang Tschabukiani, Tänzer und Choreograph
- Ilia Tschawtschawadse, Dichter
- Sachari Tschitschinadse, Historiker
- Kakuza Tscholoqaschwili, Partisanenführer
- Ilia Wekua, Mathematiker
- Alexander von Zagareli, Sprachwissenschaftler
- Akaki Zereteli, Dichter
- Grigol Zereteli, Altphilologe und Stalin-Opfer

## Bildergalerie

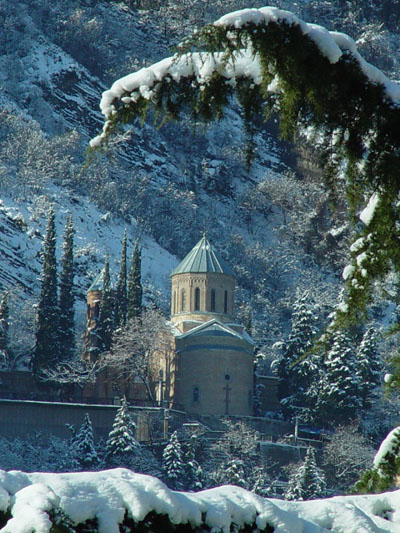
Die St.-Davids-Kirche

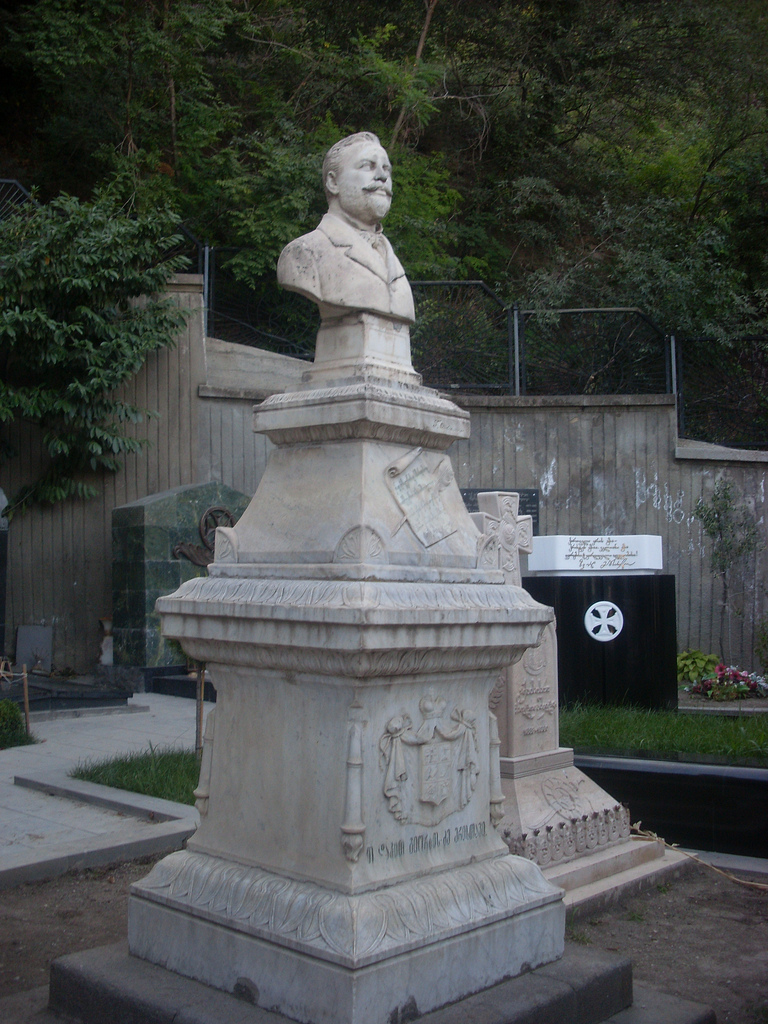
Grab des Bühnenautors David Eristawi
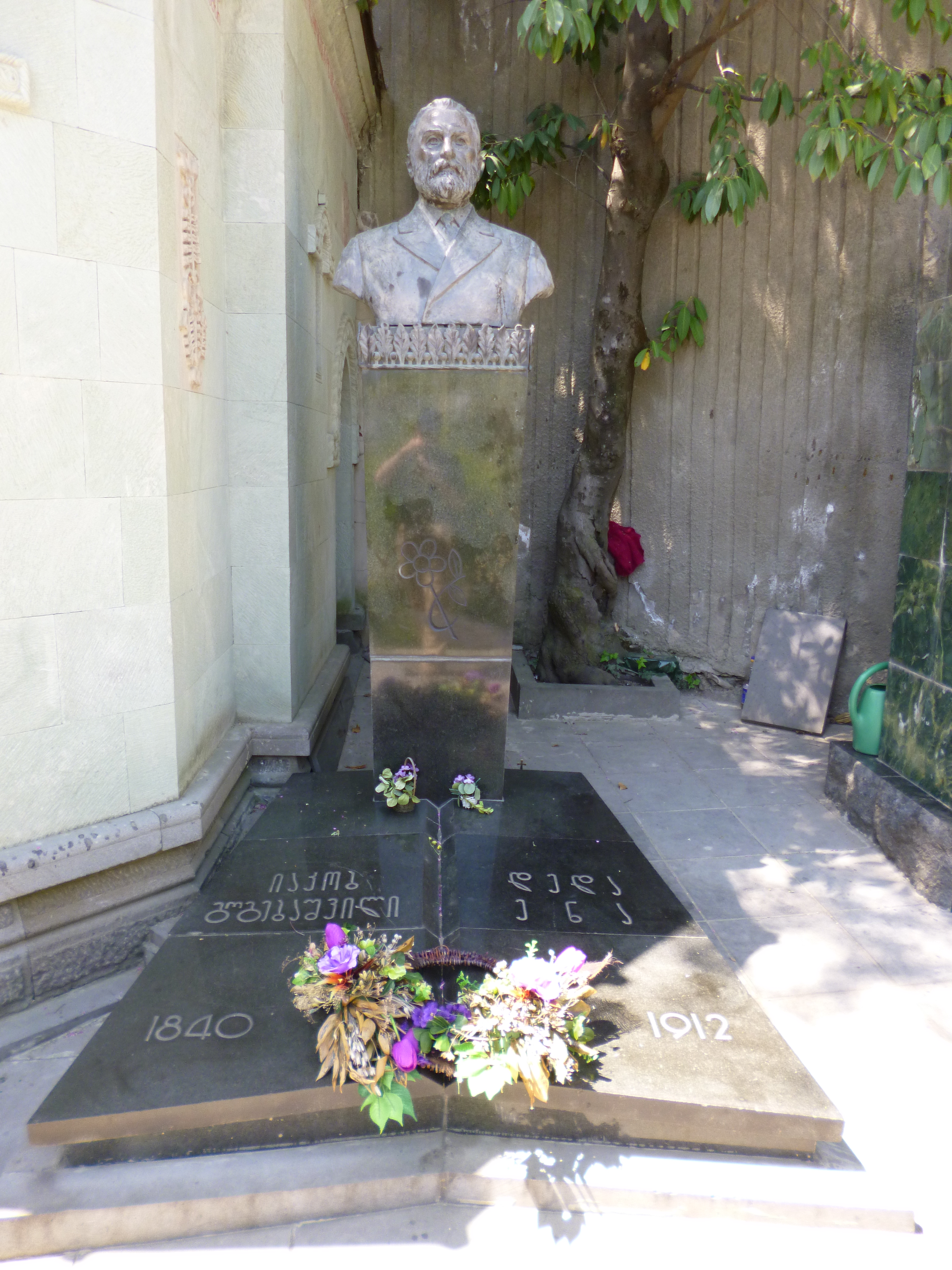
Grab des Schriftstellers Iakob Gogebaschwili
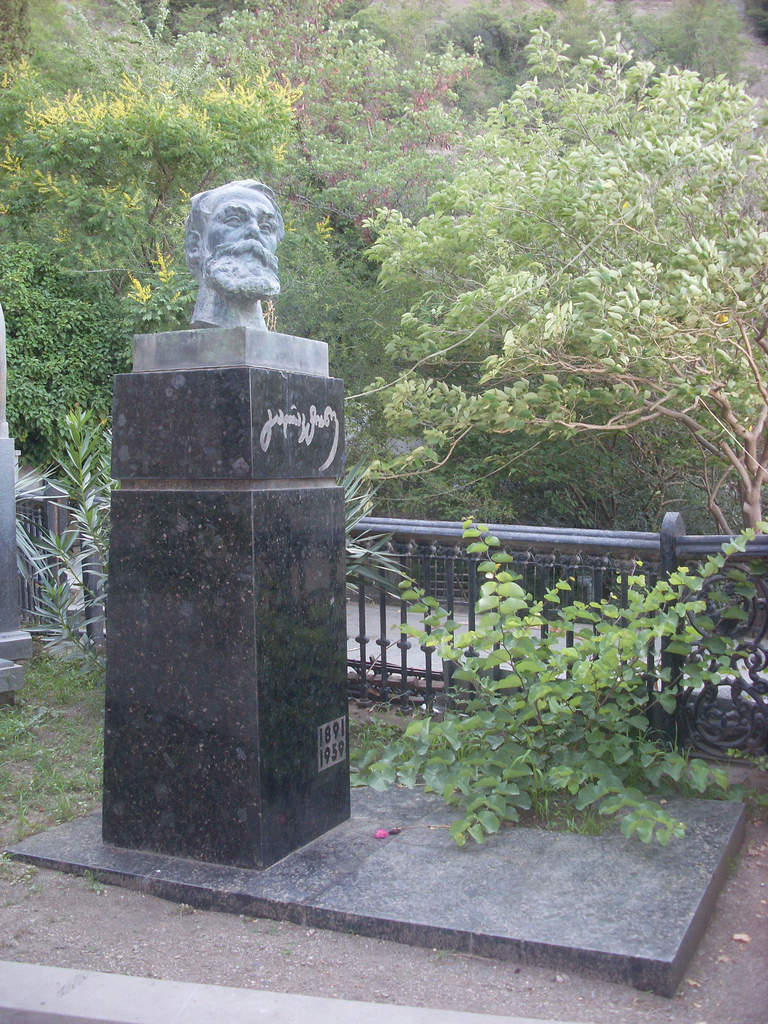
Grab des Dichters Galaktion Tabidse
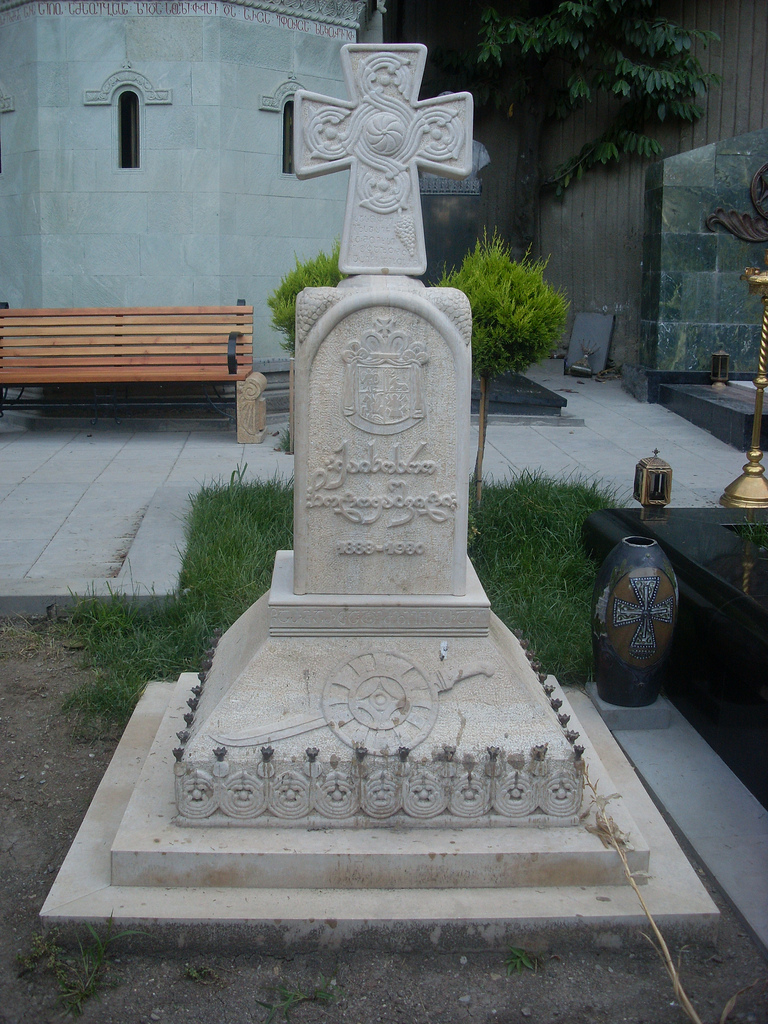
Grab des Partisanenführers Kakuza Tscholoqaschwili